# Nina Puri
Nina Puri (* 1965 in Sheffield, England) ist eine britische Buchautorin und Kreativdirektorin.

## Leben
Puri, aufgewachsen in England, den USA und in Deutschland, studierte in Krefeld, Köln, Trier und Düsseldorf Grafik-Design. Dabei entwickelte sie ihr Talent zur Karikatur und Illustration. Nach einer sechsjährigen Tätigkeit bei Hamburger Werbeagenturen ist Puri seit Ende 1996 freiberuflich als Kreativdirektorin und Kreativ-Supervisor, unter anderem für IKEA, und Autorin tätig.
2007 erschien ihr erstes Buch, der satirische Ratgeber „Elternkrankheiten“, der in Zusammenarbeit mit der Journalistin und Autorin Susanne Kaloff entstand. Das Buch belegte im Februar 2008 den 12. Platz der Spiegel-Bestsellerliste. Im Juni 2009 erschien der Nachfolger „Ü-30-Krankheiten“. Zu ihrem Buch die „Ü-30-Krankheiten“ fühlte sie sich inspiriert durch den Eindruck, dass Deutsche mehr unter dem Durchbruch der 30er-Altersgrenze litten als Briten.
Zu Beginn des Jahres 2011 erschienen die beiden satirischen Ratgeber „Tischlein, leck' mich“ (Februar 2011) und „Katze-Deutsch/Deutsch-Katze“ (März 2011). Letzterer erreichte in der Spiegel-Bestseller-Liste Platz 9 (Woche 17/2011). Im Mai 2012 erschien „Queenig & spleenig: Wie die Engländer ticken“, und im März 2014 erschien „Karriere im Eimerchen? Warum Mütter nicht zum Arbeiten kommen“.
Nina Puri ist Mitglied im Art Directors Club Deutschland. Sie lebt mit ihren zwei Söhnen und ihrem Lebensgefährten in Hamburg.

## Werke
- Elternkrankheiten. 2007, Knaur, ISBN 978-3-426-78033-6.
- Ü-30 Krankheiten. 2009, Knaur, ISBN 978-3-426-78249-1.
- BILLY – 30 Jahre alt, 30 Jahre jung. 2009, ZWEITAUSENDEINS, ISBN 978-3-861-50958-5.
- Tischlein, leck mich: Wie man sich anständig danebenbenimmt. 2011, Knaur ISBN 978-3-426-27557-3.
- Langenscheidt Katze-Deutsch/Deutsch-Katze: Wie sag ich's meiner Katze?, 2011, Langenscheidt. ISBN 978-3-468-73822-7.
- Queenig & spleenig: Wie die Engländer ticken, 2012, Langenscheidt. ISBN 978-3468738470.
- Karriere im Eimerchen? Warum Mütter nicht zum Arbeiten kommen, 2014, Knaur. ISBN 978-3426786260.